# Murcia boletorum
Murcia boletorum är en kvalsterart som först beskrevs av Ewing 1909.  Murcia boletorum ingår i släktet Murcia och familjen Ceratozetidae. Inga underarter finns listade i Catalogue of Life.